# Э̄
Cette page contient des caractères spéciaux ou non latins. S’ils s’affichent mal (▯, ?, etc.), consultez la page d’aide Unicode.
Le é macron (capitale Э̄, minuscule э̄) est une lettre de l'alphabet cyrillique utilisée en aléoute, evenki, mansi, nanaï, néguidale, orok, oultche, same de Kildin, selkoupe, et tchétchène.

## Représentation informatique
Le é macron peut être représenté avec les caractères Unicode suivants :
- décomposé (cyrillique, diacritiques) :

| formes    | représentations | chaînes de caractères | points de code | descriptions                                     |
| --------- | --------------- | --------------------- | -------------- | ------------------------------------------------ |
| capitale  | Э̄               | Э◌̄                    | U+042D U+0304  | lettre majuscule cyrillique é diacritique macron |
| minuscule | э̄               | э◌̄                    | U+044D U+0304  | lettre minuscule cyrillique é diacritique macron |